# دهستان نصرآباد (قصر شیرین)
دهستان نصرآباد نام دهستانی در بخش مرکزی شهرستان قصر شیرین، استان کرمانشاه در ایران است. براساس سرشماری مرکز آمار ایران در سال ۱۳۸۵، جمعیت آن ۱۸۹۹ نفر (۴۸۹ خانوار) بوده‌است.